# SUPER HOTEL

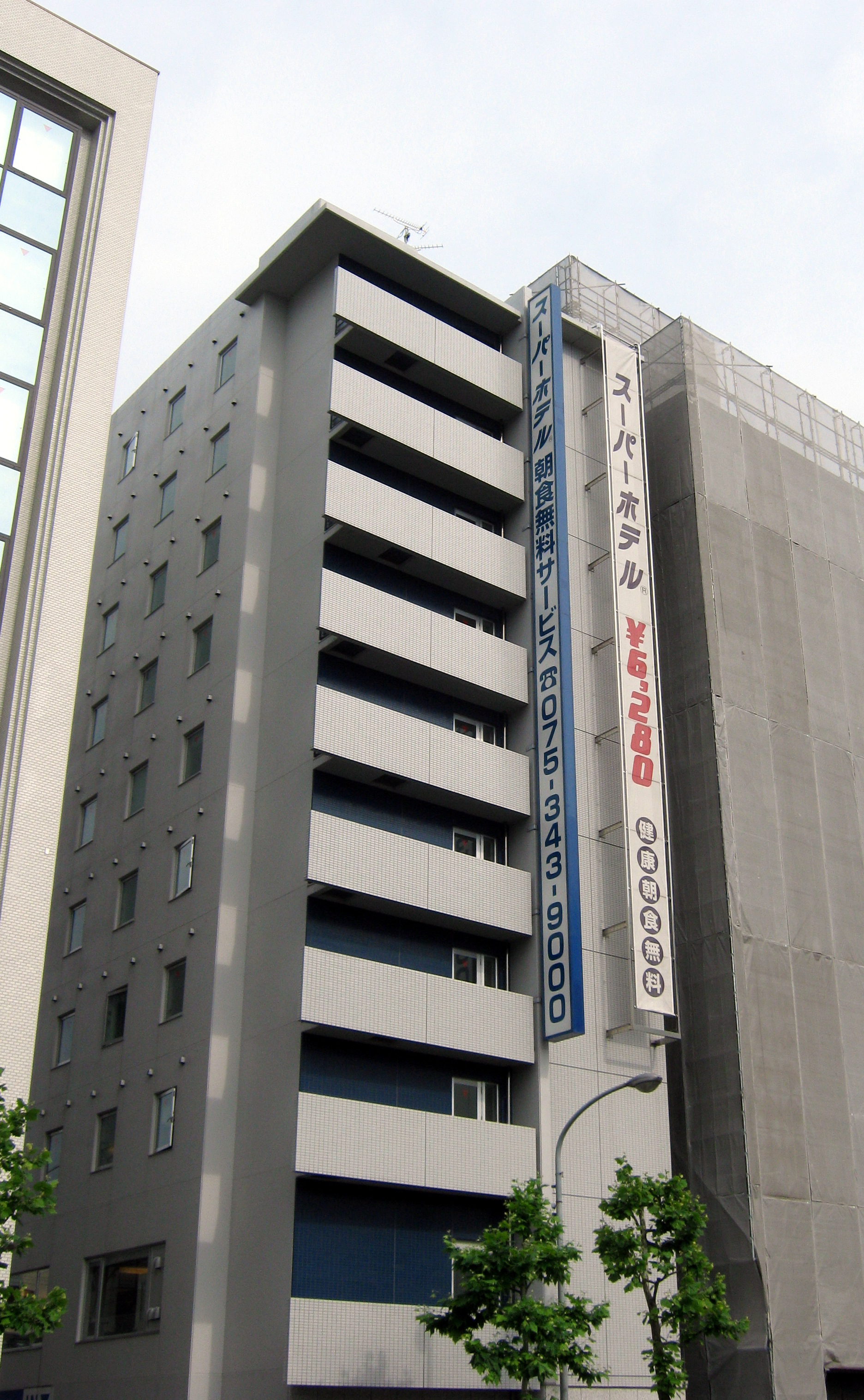
SUPER HOTEL京都・烏丸五條

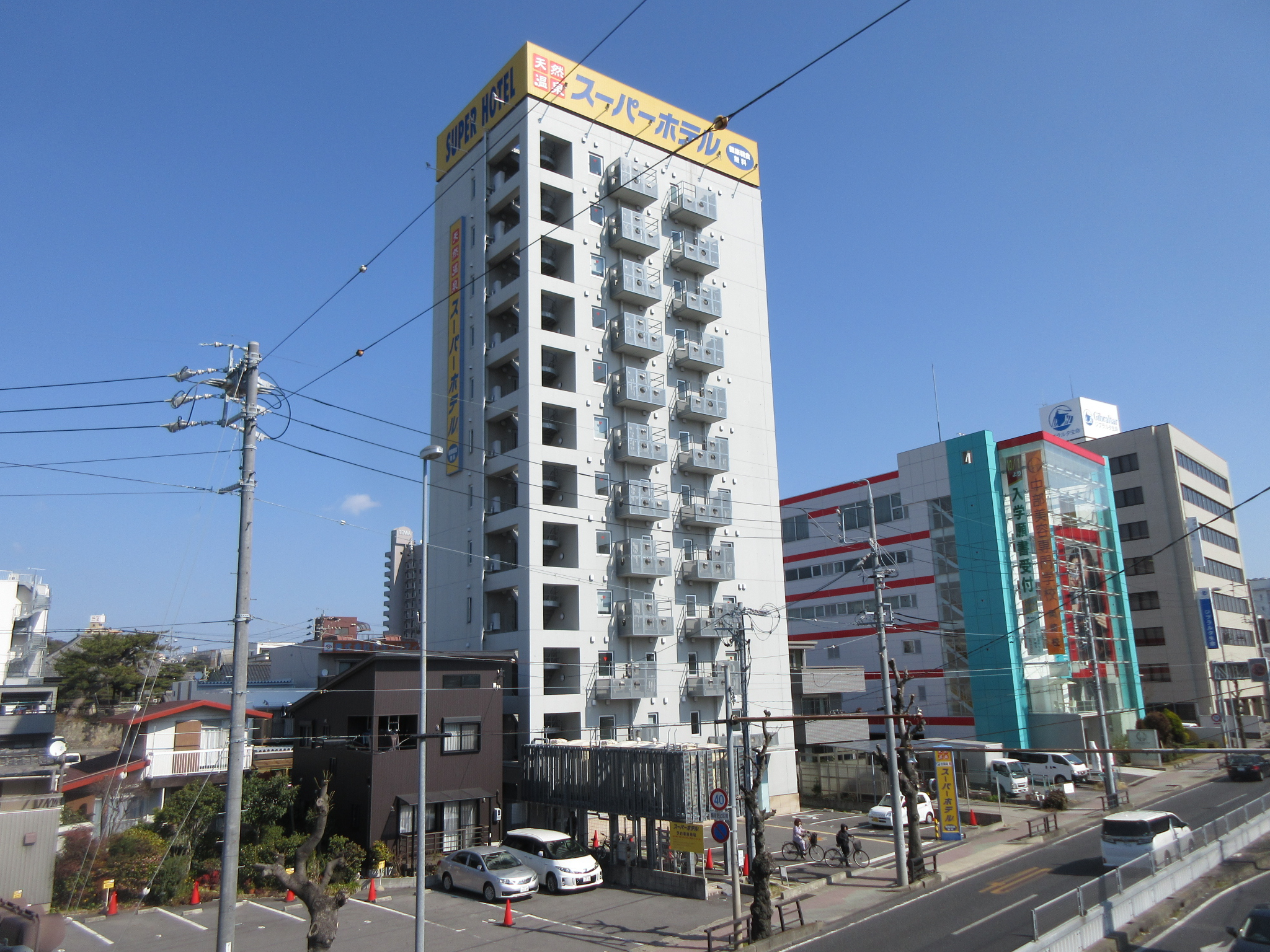
SUPER HOTEL岡崎

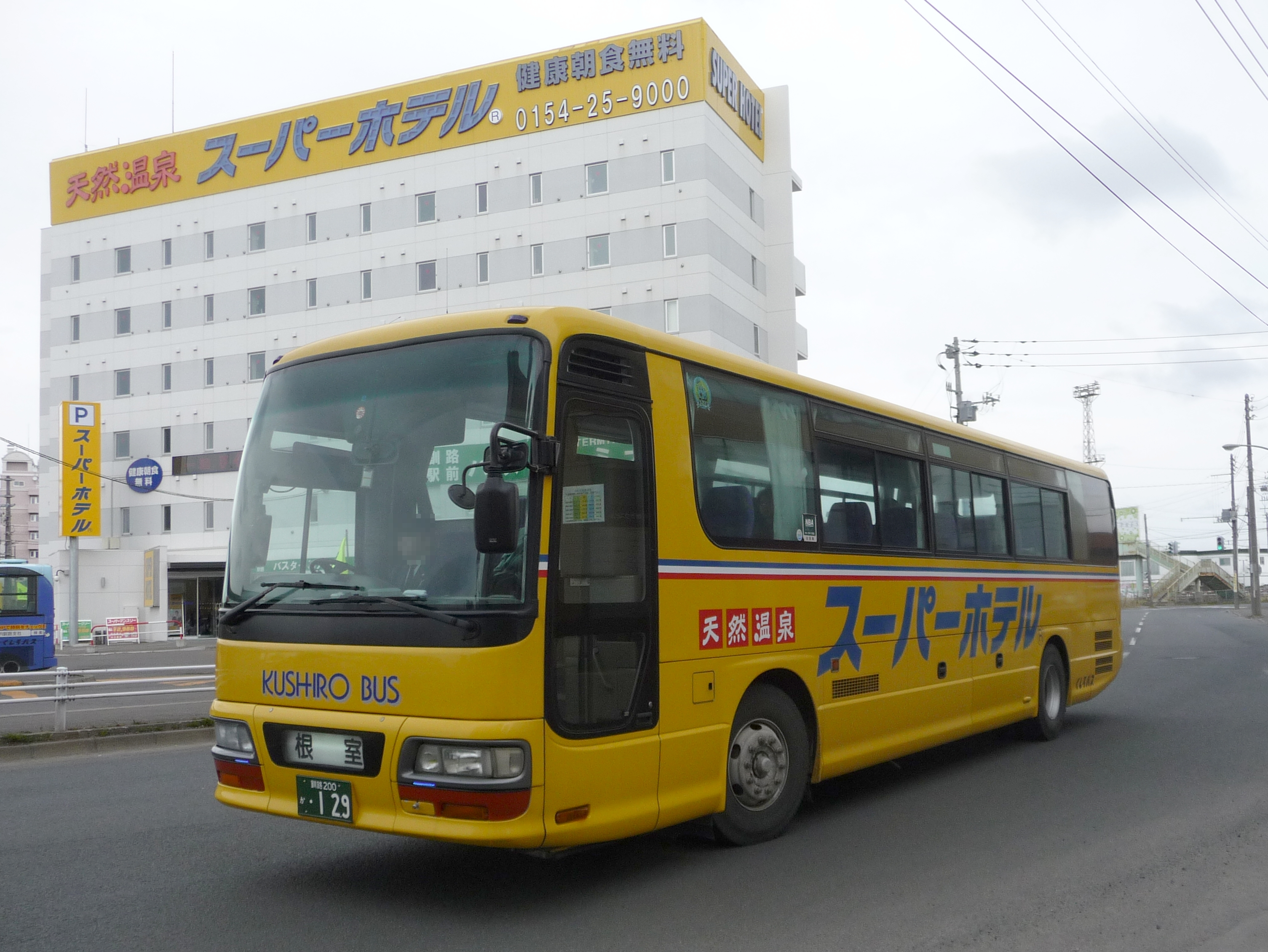
SUPER HOTEL釧路站前

株式會社SUPER HOTEL（SUPER HOTEL Co., Ltd.）是日本連鎖飯店。本社所在地在大阪府大阪市西區。

## 概要
2019年3月，SUPER HOTEL在日本國內北至北海道北見市、釧路市，南至沖繩縣石垣市，共計134家店舗。海外則有緬甸仰光、迪拉瓦港與越南河內3家分店。
SUPER HOTEL採用徹底的削減開銷，因此住宿一晚加上早餐約在5,000日圓左右。為了壓低開銷維持低廉住宿費用，櫃檯的營業時間僅限於7:00 - 10:00與15:00 - 24:00。
目前，日本國內仍有秋田縣、群馬縣、石川縣、福井縣、和歌山縣、德島縣（2019年6月將於德島縣阿南市開設1號店）、佐賀縣、長崎縣尚未展店。

## 特色

### 電話編號
- 除部分店舗外，電話號碼後四碼統一為9000。

### 付款
- 櫃台人員只需登記宿泊者名簿，現金付款可直接透過機器付款。付款後機器會列印收據，收據上印有房間密碼。因此基本上退房時不需回到櫃台辦理。但若是使用信用卡付款則仍需透過櫃台處理。

### 客房
- 客房採用卡式、密碼式門鎖。
  - 水俣、仙台店採用鎖筒鎖匙。
- 床沒有床腳，因此不須清掃床下空間減少費用。
- 有可以入住3名的客房（SUPER ROOM）。
- 部分飯店有能促進睡眠的「安眠客房」。
- 櫃台設有安眠專區，房客可自由選擇睡衣與枕頭。
- 電視免費。也可收視BS放送。另可購入一次一千日圓的收視卡收看最新電影等收費節目。
- 全店舗客房皆有網路用的RJ-45接頭。部分店舗提供1Gbps高速網路。
- 客房內沒有電話。也此也不提供Morning Call服務。

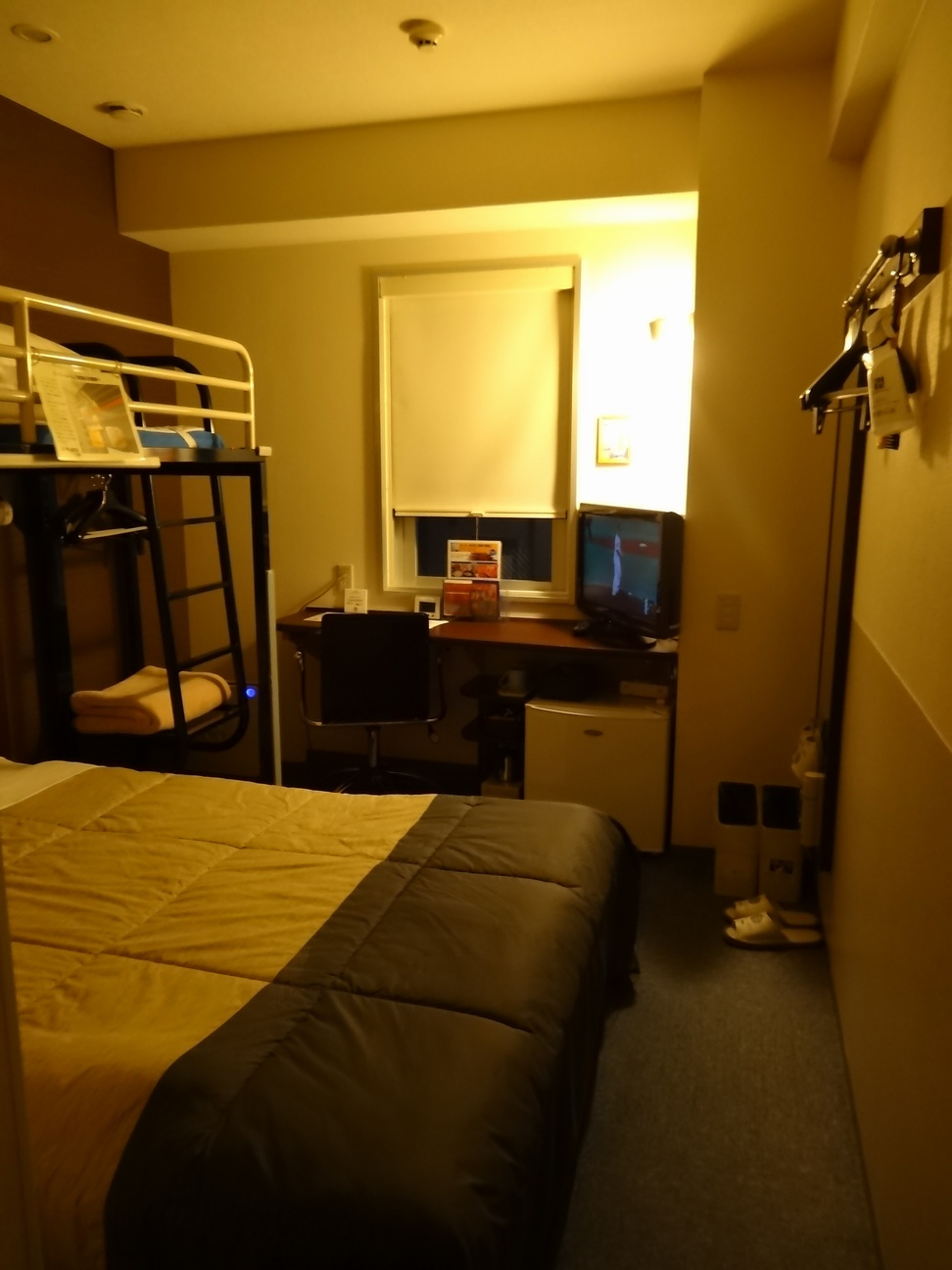
客房（SUPER HOTEL那霸・新都心的SUPER ROOM）
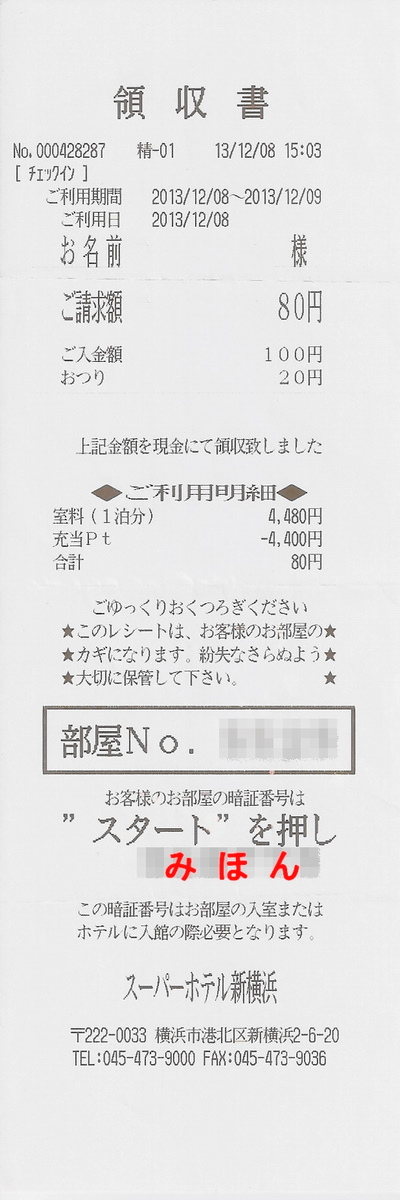
自動Check in機收據上有房間號碼與密碼

### 免費早餐
- 為自助式吃到飽形式。大部分店舗皆提供麵包與咖啡、握飯糰、味增湯與沙拉、配菜等。
- 部分店舗（以首都圈為主）提供麵包與咖啡的歐式早餐。
- 部分店舗未實施（大阪天然溫泉、Lohas地下鐵四橋線本町24號口、Lohas東京站八重洲中央口、Premier銀座、東京濱松町等。採收費制，500 - 1,000日圓左右）。

### 浴室
- 基本上採用整體浴室設計。
- 部分設有溫泉。湯田溫泉為收費制，200日圓。
- 大浴場採男女時段制。

### 館內
- 為了降低支出，走廊、電梯不開空調。
- 全店鋪有支配人專用的居住空間。

### 特別設施
- 靜岡縣富士市與香川縣高松市有全室禁煙的禁煙館。
- 2009年3月新概念飯店「SUPER HOTEL LOHAS」JR奈良站開幕。之後陸續開幕同概念的SUPER HOTEL Lohas東京站八重洲口（2019年4月預定更名為SUPER HOTEL Premier東京站八重洲口）、SUPER HOTEL Lohas熊本天然溫泉、SUPER HOTEL Lohas赤坂、SUPER HOTEL Lohas地下鐵四橋線・本町24號口（2019年2月預定更名為SUPER HOTEL Premier地下鐵四橋線・本町24號口）、SUPER HOTEL Lohas博多站・筑紫口天然溫泉、SUPER HOTEL Lohas武藏小杉等。
- 2018年10月，高級線的「SUPER HOTEL Premier」銀座開幕。後續將在2019年2月開設SUPER HOTEL Premier地下鐵四橋線・本町24號口（原SUPER HOTEL Lohas地下鐵四橋線・本町24號口）、2019年4月開設SUPER HOTEL Premier東京站八重洲口（原SUPER HOTEL Lohas東京站八重洲口）。
- 三重縣松阪市的店舖設有燒肉餐廳一升瓶。
- 新潟縣妙高市的店舖設於道之驛（日语：道の駅あらい）、高速公路綠洲（日语：ハイウェイオアシス）。

### 注意事項
- 10時-15時櫃台無人接應，因此15時以前無法check in（部分除外）。另外，24時至隔日早晨一樣無人接應，不能check in，已入住房客須利用房間密碼進入飯店。緊急時可聯繫電話中心。
- 除了部分方案外，10時-15時不可留在館內。

## 書籍
- 峰如之介『稼働率89%リピート率70%顧客がキャンセル待ちするホテルで行われていること スーパーホテルが目指す「一円あたりの顧客満足日本一とは?」』 (ダイヤモンド社 2010年10月) ISBN 978-4-47800964-2
- 山本梁介『1泊4980円のスーパーホテルがなぜ「顧客満足度」日本一になれたのか?』 (アスコム 2013年6月) ISBN 978-4-77620784-9
- 山本梁介/金井壽宏『5つ星のおもてなしを1泊5120円で実現するスーパーホテルの「仕組み経営」』 (かんき出版 2014年5月7日) ISBN 978-4-76126996-8

## 外部連結
- SUPER HOTEL（页面存档备份，存于）
- SUPER HOTEL的Facebook專頁
- SUPER HOTEL的Instagram帳戶
- SUPER HOTEL線上商店（页面存档备份，存于）